# Кишмиш лучисти
„Кишмиш лучисти“ е червен безсеменен десертен сорт грозде с произход от Молдова.
Получен е чрез кръстосване на сортовете „Кардинал“ и „Кишмиш розов“. Създаден е в Молдовския научноизследователски институт по лозарство и винарство. Разпространен е в Молдова и Украйна, главно в Средното Поволожие.
Средно ранен сорт. Гроздето му узрява в края на август – началото на септември. Лозите са от средно до силно растящи. Издръжлив на ниски зимни температури, устойчив е на оидиум.
Гроздът е средно голям до голям, коничен, разклонен, средно плътен и рехав. Масата на гроздовете е от 200 до 600 g. При добри условия на отглеждане гроздовете имат тегло над 1 kg. Зърната са средни по големина, удължени. Масата на зърното достига от 2,4 до 4 g. Месото е плътно. Консистенцията е месесто-сочна, сладка, с лек мискетов аромат. Семена няма. Кожицата на зърното е средно дебела, крехка, златисто-розова и розово-червена, с фин восъчен налеп.
Висококачествен безсеменен и високодобивен сорт. Съдържанието на захари е от 17 до 21 %, а на киселините – 6 – 7 g/dm3. Има добра транспортабилност. Гроздето може дълго време да се запази свежо. Сортът е универсален, годен за прясна консумация, за сушене и за производство на вино.